# Пак Чхан Сук
Пак Чхан Сук (3 червня 1959) — південнокорейська баскетболістка.
Учасниця Олімпійських Ігор 1984, 1988 років.